# Kenneth Ma
Kenneth Ma (Hongkong, 13 februari 1974) is een Chinees-Canadese TVB acteur. Hij studeerde af aan de University of British Columbia als mechanische ingenieur. Na zijn studie vond hij zichzelf niet passen in dit beroep en besloot acteerlessen te nemen bij TVB. In 2006 op de negenendertigste viering van de verjaardag van TVB, kreeg hij de prijs van 'Most improved actor award'.

## Filmografie
- At the Threshold of an Era (1999)
- Street Fighters (2000)
- The Heaven Sword and Dragon Saber (2000)
- Healing Hands II (2000)
- Street Fighters (2000)
- Arm Reaction III (2001) Episode 9
- The Threat of Love II (2002)
- Take My Word For It (2002)
- The White Flame (2002)
- Golden Faith (2002)
- Invisible Journey (2002)
- Better Halves (2003)
- Vigilante in the Mask (2003)
- Not Just a Pretty Face (2003)
- Survivor's Law (2003)
- The Driving Power (2003)
- Triumph in the Skies (2003)
- Point of No Return (2003)
- Armed Reaction IV (2003)
- Wong Fei Hung - Master of Kung Fu (2004)
- Dream Of Colours (2004)
- Lost in the Chamber of Love (2004)
- Net Deception (2004)
- Scavengers' Paradise (2005)
- The Herbalist's Manual (2005)
- Into Thin Air (2005)
- Life Made Simple (2005)
- La Femme Desperado (2006)
- Love Guaranteed (2006)
- To Grow with Love (2006)
- The Brink of Law (2007)
- The Family Link (2007)
- Survivor's Law II (2007)
- D.I.E. (2008)
- Man in Charge (2008)
- The Master of Tai Chi (2008)
- The Four (2008)
- Speech of Silence (2008)

- Library of Congress Control Number: no2011140092
- MusicBrainz: 0a86f58e-004a-449c-b773-b24e7fbf1589
- Virtual International Authority File: 187227010
- WorldCat: E39PBJppFBBM8cb9vv4Dgpwgrq